# Grève de 59 minutes
La grève de 59 minutes est un mode de protestation développé par les syndicats français. Si son recours est ancien, c'est surtout la législation sur le service minimum qui conduit à son développement : une grève classique nécessite une déclaration quarante-huit heures à l'avance, alors qu'une grève de 59 minutes est moins encadrée.
La loi prévoit qu'au-delà d'une heure de grève en France c'est une demi-journée de salaire qui est retranchée, toute une journée pour une durée dépassant 3 h 30 min. Si la grève dure moins d'une heure, 55 minutes de salaire sont retranchés. En pratique, une grève de 59 minutes fait ainsi perdre 20 €, contre 150 € pour une journée d'arrêt de travail. Pour le syndicat SUD Rail, ce type de grève permet de tenir plus longtemps, et d'avoir plus de temps pour les négociations qu'une grève générale classique.
À la suite de grèves de 59 minutes à répétition et inopinées touchant France Télévisions, le juge des référés a jugé illégales de telles grèves : les grévistes de 59 minutes doivent dès lors se déclarer en début de journée.